# Polessk
Polessk (russisk: Поле́сск; tr. Poléssk), indtil 1946 kendt som Labiau (tysk: Labiau; polsk: Labiawa; litauisk: Labguva), er en by i Rusland. Byen ligger i Kaliningrad oblast, der er en russisk eksklave mellem Polen og Litauen.
Polessk ligger ved floden Dejma kort før udløbet i Den Kuriske Lagune og ca. 49 kilometer nordøst for byen Kaliningrad. Byen har et indbyggertal på 6.954 (2023) indbyggere. Den blev nævnt første gang i 1258 . Den er hovedby i Polessk rajon i Kaliningrad oblast.